# Pycnobraconoides froggattii
Pycnobraconoides froggattii är en stekelart som först beskrevs av Cameron 1911.  Pycnobraconoides froggattii ingår i släktet Pycnobraconoides och familjen bracksteklar. Inga underarter finns listade i Catalogue of Life.